# Vlădești (Galați)
Vlădești es una comuna ubicada en el distrito de Galați, Rumania.

## Superficie
Posee una superficie de 61,31 kilómetros cuadrados.

## Demografía
Hasta 2021 la población era de 1829 habitantes, con una densidad de población de 29,83 habitantes por kilómetro cuadrado.